# Hôtel Blon-et-Amouroux
L'hôtel Blon-et-Amouroux est un hôtel particulier bâti entre 1828 et 1856, situé au no 5 de la place Général-Mellinet, dans le quartier Dervallières - Zola de Nantes, en France. L'immeuble a été inscrit au titre des monuments historiques en 1991.

## Historique
L'hôtel particulier est construit pour Goullin (Caisse d'épargne).
Le bâtiment est inscrit au titre des monuments historiques par arrêté des 18 avril 1991.